# On Numbers and Games
On Numbers and Games (Sobre números y juegos) es un libro de John Horton Conway publicado por primera vez en 1976. Aunque el libro está dirigido a otros matemáticos, está desarrollado de una manera lúdica y sin pretensiones, y muchos capítulos son accesibles para los no matemáticos. Martin Gardner discutió el libro extensamente, particularmente la construcción de números surreales de Conway, en su columna Mathematical Games en Scientific American en septiembre de 1976.
El libro está dividido aproximadamente en dos secciones: la primera mitad (o parte cero), sobre números, la segunda mitad (o primera parte), sobre juegos. En la primera sección, Conway proporciona una construcción axiomática de números y aritmética ordinal, a saber, los números enteros, reales, el infinito contable y torres enteras de infinitos ordinales, usando una notación que es esencialmente una variación casi trillada (pero críticamente importante) del corte Dedekind. Como tal, la construcción tiene sus raíces en la teoría axiomática de conjuntos y está estrechamente relacionada con los axiomas de Zermelo-Fraenkel. La sección también cubre lo que Conway (adoptando la nomenclatura de Knuth) denominó los "números surreales".
Conway luego observa que, en esta notación, los números pertenecen de hecho a una clase más grande, la clase de todos los juegos de dos jugadores. Los axiomas de mayor que y menor que se consideran un orden natural en los juegos, correspondiente a cuál de los dos jugadores puede ganar. El resto del libro está dedicado a explorar una serie de juegos para dos jugadores diferentes (no tradicionales, inspirados matemáticamente), como Nim, Hackenbush y los juegos de colorear mapas Col y Snort. El desarrollo incluye su puntuación, una revisión del teorema de Sprague-Grundy y las interrelaciones con los números, incluida su relación con infinitesimales.

## Sinopsis
Un juego en el sentido de Conway es una posición en un concurso entre dos jugadores, Izquierda y Derecha. Cada jugador tiene un conjunto de juegos llamados opciones para elegir a su vez. Los juegos se escriben {L | R} donde L es el conjunto de opciones de la izquierda y R es el conjunto de opciones de la derecha. Al principio no hay juegos, por lo que el conjunto vacío (es decir, el conjunto sin miembros) es el único conjunto de opciones que podemos ofrecer a los jugadores. Esto define el juego {|}, que se llama 0. Consideramos a un jugador que debe jugar un turno pero no tiene opciones de haber perdido el juego. Dado este juego 0 ahora hay dos posibles conjuntos de opciones, el conjunto vacío y el conjunto cuyo único elemento es cero. El juego {0 |} se llama 1 y el juego {| 0} se llama -1. El juego {0 | 0} se llama * (estrella) y es el primer juego que encontramos que no es un número.
Todos los números son positivos, negativos o cero, y decimos que un juego es positivo si Izquierda tiene una estrategia ganadora, negativo si Derecha tiene una estrategia ganadora o cero si el segundo jugador tiene una estrategia ganadora. Los juegos que no son números tienen una cuarta posibilidad: pueden ser confusos , lo que significa que el primer jugador tiene una estrategia ganadora. * es un juego difuso.